# فلم صامت (فلم)
فيلم صامت (بالإنجليزية: Silent movie) هو فيلم كوميدي ساخر أمريكي إنتاج 1976، إخراج وتأليف وبطولة ميل بروكس، وشاركه البطولة مارتي فيلدمان، ودوم ديلويز. أُنتج الفيلم بطريقة الأفلام الصامتة في أوائل القرن العشرين (ولكن بالألوان)، مع عناوين بدلاً من الحوار المنطوق؛ يتكون الشريط الصوتي للفيلم من الموسيقى المصاحبة والمؤثرات الصوتية فقط. الفيلم يسخر من صناعة الأفلام، ويعرض قصة منتج يحاول الحصول على دعم الاستوديو لصنع فيلم صامت، وبلغت ميزانية الفيلم 4 ملايين دولار.

## طاقم التمثيل
- ميل بروكس: في دور ميل فان
- دوم ديلويز: في دور دوم بيل
- مارتي فيلدمان: في دور مارتي اجز
- بيرناديت بيترس: في دور فيلما كابلان
- سيد سيزر: في دور الرئيس
- هارولد جولد: في دور انجالف
- رون كاري: في دور ديفور
- بيرت رينولدز: في دور بيرت رينولدز
- جيمس كان: في دور جيمس كان
- ليزا مينيلي: في دور ليزا مانيللي
- آن بانكروفت: في دور آن بانكروفت
- بول نيومان: في دور بول نيومان
- مارسيل مارسو: في دور مارسيل مارسو

- كارول آرثر: في دور السيدة الحامل

- ليام دان: في دور بائع الصحف
- فريتز فيلد: في دور مايتر د
- تشاك ماكان: في دور حارس بوابة الاستوديو
- فاليري كيرتن: في دور ممرضة عناية مركزة
- إيفون وايلدر: في دور سكرتيرة رئيس الاستوديو
- أرنولد سوبولوف: في دور رجل الوخز بالإبر
- باتريك كامبل: في دور موتيل بيلهوب
- هاري ريتز: في دور رجل عند الترزي
- تشارلي كالاس: في دور أعمى
- هيني يونغمان: في دور رجل يطير في الحساء
- إيدي رايدر: في دور  ضابط بريطاني
- آل هوبسون: في دور مدير تنفيذي
- رودي دي لوكا: في دور المدير[6]

## أحداث الفيلم
يقوم ميل فون (ميل بروكس)، بعد شفائه من إدمانه على الخمور، هو وأصدقاؤه دوم بيل (دوم ديلويز) ومارتي بيغز (مارتي فيلدمان) بتقديم عرض لأول فيلم صامت منذ أربعين عامًا، لرئيس استوديوهات بيج إيماج، ويرفض الفكرة في البداية، لكن ميل يقنعه أنه إذا استطاع الحصول على أكبر نجوم هوليوود للعمل في الفيلم، فإنه يمكن إنقاذ الاستوديو من وضعه السيء الحالي.  
شرع ميل ودوم ومارتي في ضم نجوم مختلفين للفيلم، يفاجئون بيرت رينولدز في الحمام، ويحاولون مع جيمس كان أثناء تصوير فيلمه الجديد، ثم يقابل الثلاثي ليزا مينيلي التي توافق على العمل معهم، ويتنكر الثلاثة كراقصين فلامنجو في الملهى الليلي الذي تقدم فيهآن بانكروفت عرضها المسرحي للاتفاق معها. يتصل ميل بالكوميدي الفرنسي مارسيل مارسو، الذي يرد بالكلمة المنطوقة الوحيدة في الفيلم، بالفرنسية: لا!، يصادفهم بول نيومان في مستشفى، ويوقع معهم على عقد الفيلم بعد مطاردة وحشية بالكراسي المتحركة الكهربائية. يحاول البعض إفشال الفيلم، بإرسال فتاة مثيرة تُدعى فيلما لإغواء ميل الذي وقع في حبها، ويعود للشراب عندما يعلم أنها كانت جزءًا من مخطط، ويشتري زجاجة خمر ضخمة ويشرب في ذهول. يتم الإنتهاء من الفيلم، ولكن النسخة الوحيدة تسرقها فيلما،  وينجح الثلاثي في استعادة نسخة الفيلم ويحقق نجاحاً كبيراً.

## تحليل الفيلم
يعد ميل بروكس من الممثلين القلائل الحاصلين على جوائز الأيمي وجوائز الغرامي والأوسكار وجوائز توني، وظهرت أفلامه الكوميدية: المنتجان وفرانكشتاين الصغير  والسروج المشتعلة Blazing Saddles ضمن المراتب الـ 20 الأولى في قائمة أفضل الأفلام الكوميدية، ولذا أراد متابعة هذا النجاح بإصدار هذا الفيلم، وهو محاكاة ساخرة لأفلام من عصر الفيلم الصامت، يبدو الفيلم وكأنه عودة إلى هذه الحقبة المبكرة، على الرغم من استخدام الألوان وغيرها من التقنيات الحديثة،  ويسخر هذا الفيلم أيضًا من إبرام الصفقات في هوليوود.كان ميل بروكس في حقبة سابقة من حياته المهنية، كاتبًا في برنامج عرض العروض من عام 1950 إلى عام 1955،(وهو العرض الذي تضمن شرائح من فن الحركات الإيحائية والمحاكاة الساخرة للأفلام الصامتة، حيث كان جمهور التلفزيون في الخمسينيات من القرن الماضي على دراية بالأفلام الصامتة من خلال بث هذه ألافلام على شاشة التلفزيون في وقت متأخر من الليل). يعرض الفيلم صورة غير جذابة لصناعة السينما، ونجد على بوابة استوديوهات بيج إيماج إعلان كبير، يتم تصوير نجوم السينما على أنهم شخصيات عبثية تتفاخر بثرواتهم، ويصور جمهور الفيلم على إنه متقلب ولا يمكن التنبؤ بردود أفعاله. يصف الفيلم المديرين التنفيذيين في الشركات على أنهم رجال نعم، يتبعون نزوات رئيسهم فقط. يظهر الفيلم شعار الاستوديوهات في محاكاة ساخرة لأسد شركة مترو جولدوين ماير كحمار نائم، وتظهر ليزا مانييلي في مشهد لا يظهر مواهبها في الرقص،  ويشير روبرت آلان كريك إلى أن هذا الجزء يمكن أن تلعبه بسهولة أي ممثلة معروفة في السبعينيات، بدون أي فرق واضح. كان الفيلم أول دور تمثيلي كبير وبارز لبروكس، الذي كان يقتصر في السابق على التعليقات الصوتية خارج الشاشة والظهور الخاطف كما يقول السينمائيين دور الكاميو  (هو أداء سريع يقدمه شخص معروف في الفنون المسرحية أو السينمائية، وقد يكون هذا الأداء مرئياً أو صوتياً، وتعتبر هذه الأدوار صغيرة عمومًا وكثيراً منها غير ناطق).